# Kim Novak
Kim Novak [nôvak] s pravim imenom Marilyn Pauline Novak, ameriška filmska igralka, * 13. februar 1933, Chichago.
Kim Novak je bila ena najpopularnejših filmskih zvezd v 50. letih 20. stoletja. Eno od najbolj prepoznavnih vlog je odigrala v filmu Vrtoglavica (1958) režiserja A. Hitchcocka.
Novakova ima svojo zvezdo na Hollywoodski aleji slavnih.

## Pregled nekaterih filmov v katerih je nastopila
- Piknik (Picnic, 1956)
- Vrtoglavica (Vertigo, 1958)
- Poljubi me, norček (Kiss Me, Stupid, 1964)
- Legenda o Lylah Clare (The legend of Lylah Clare, 1968)
- Počeno ogledalo (The Mirror Crack'd, 1980)
- Otroci (The Children, 1998)